# Asiatic Squadron
L’Asiatic Squadron est une escadre de la marine des États-Unis opérant en Asie de l'Est au cours du XIXe siècle et jusqu'au début du XXe siècle.

## Histoire
Elle est l'héritière du East India Squadron fondé en 1835. 
Elle a participé à la guerre hispano-américaine de 1898 en détruisant la flotte espagnole des Philippines.
En 1902, elle gagne le range de flotte sous le nom de United States Asiatic Fleet.